# Sharmin Ratna
Sharmin Akter Ratna (bengalisch শারমিন রত্না; geb. 24. März 1988 in Magura) ist eine ehemalige bangladeschische Sportschützin.

## Sportliche Leistungen
Sie trat bei den Olympischen Sommerspielen 2012 in London an. Im Wettbewerb 10 m Luftgewehr erreichte Ratna Platz 27. Bei den Commonwealth Games 2014 in Glasgow errang sie Platz 6.